# Neoclosterus curvipes
Neoclosterus curvipes là một loài bọ cánh cứng trong họ Cerambycidae.